# Kelpgås
Kelpgås (Chloephaga hybrida) är en sydamerikansk fågel i familjen änder inom ordningen andfåglar.

## Utseende och levnadssätt
Den adulta hanen är helvit med svart näbb och gula ben. Honan är mörkbrun med tvärgående grå streck på bröstet och gula ben. Juvenilerna är spräckliga i vitt, grått och brunt med vitt huvud och bröst. Kelpgåsen lever enbart av kelp och förflyttar sig för att finna föda. 

## Utbredning och systematik
Den förekommer på klippiga kuster, där det finns kelp, i södra Sydamerika i Patagonien, Tierra del Fuego och på Falklandsöarna. Den allra sydligaste populationen i Tierra del Fuego genomför en kortare nordlig förflyttning under vinterhalvåret.
Arten delas upp i två underarter med följande utbredning:
- Chloephaga hybrida hybrida – nominatformen förekommer vid kusten i södra Argentina och Tierra del Fuego i Chile.
- Chloephaga hybrida malvinarum (Phillips, 1916) – förekommer på Falklandsöarna.

## Status och hot
Arten har ett stort utbredningsområde och en stor population med stabil utveckling. Utifrån dessa kriterier kategoriserar IUCN arten som livskraftig (LC).

## Bilder

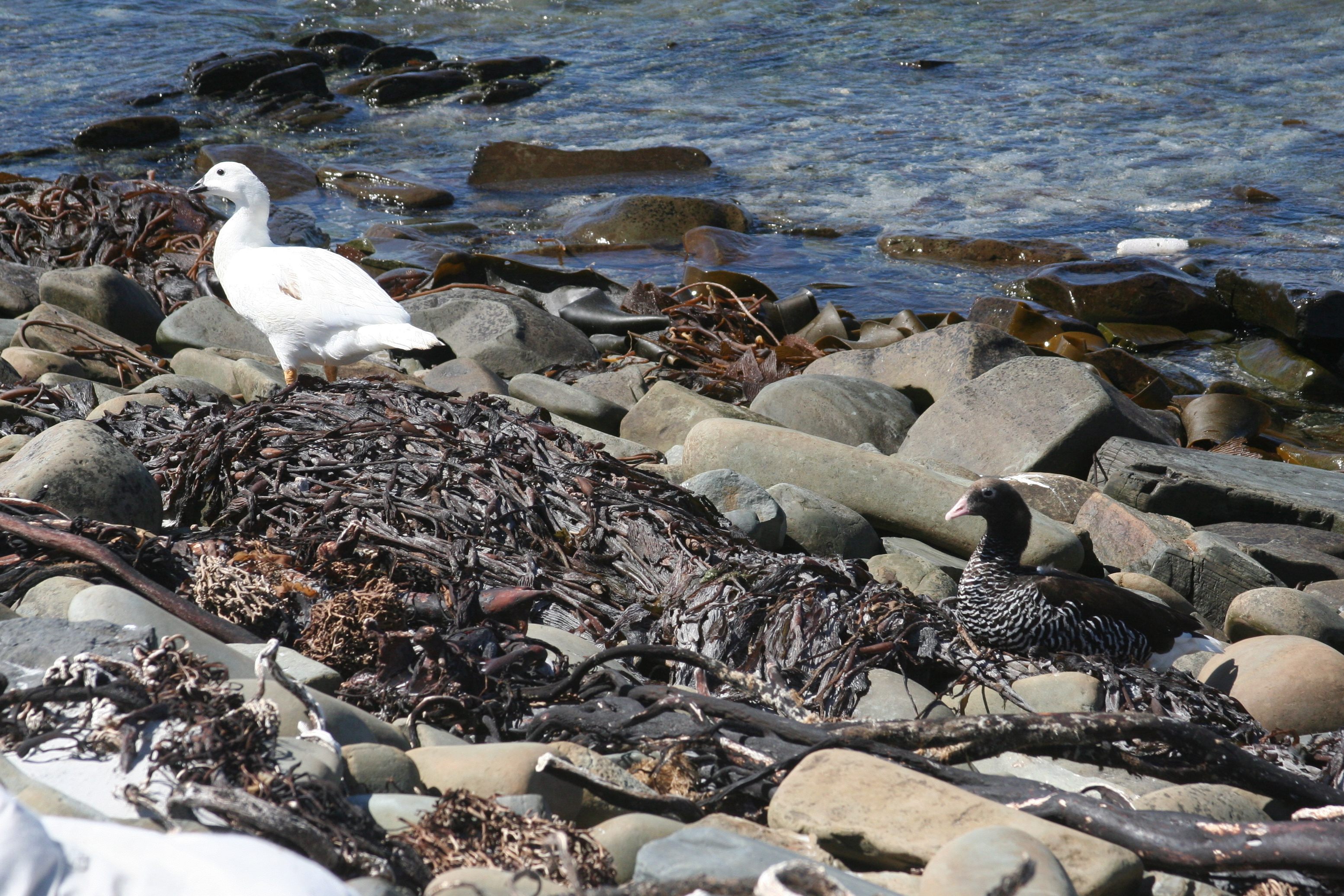
Par.
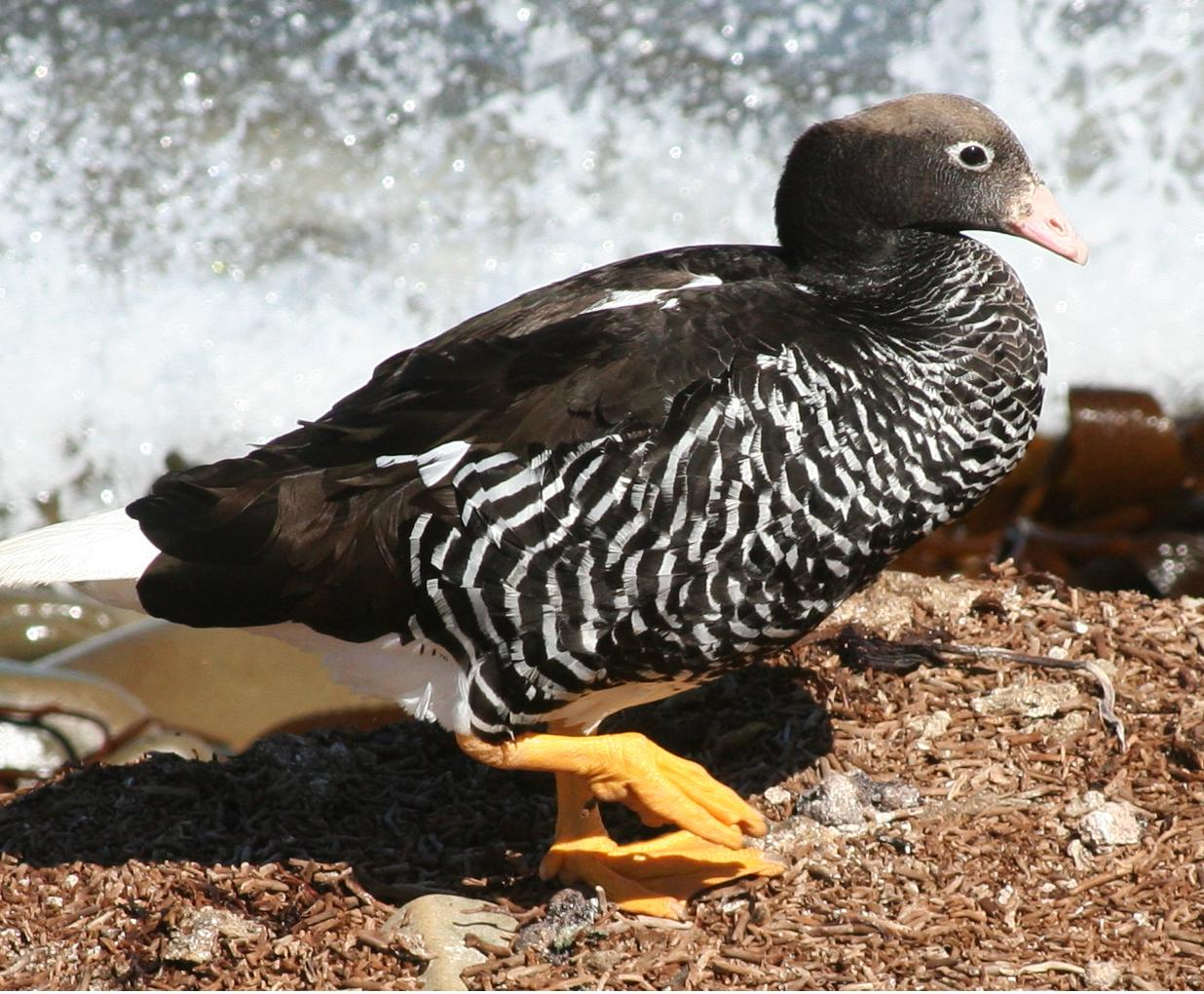
Adult hona.
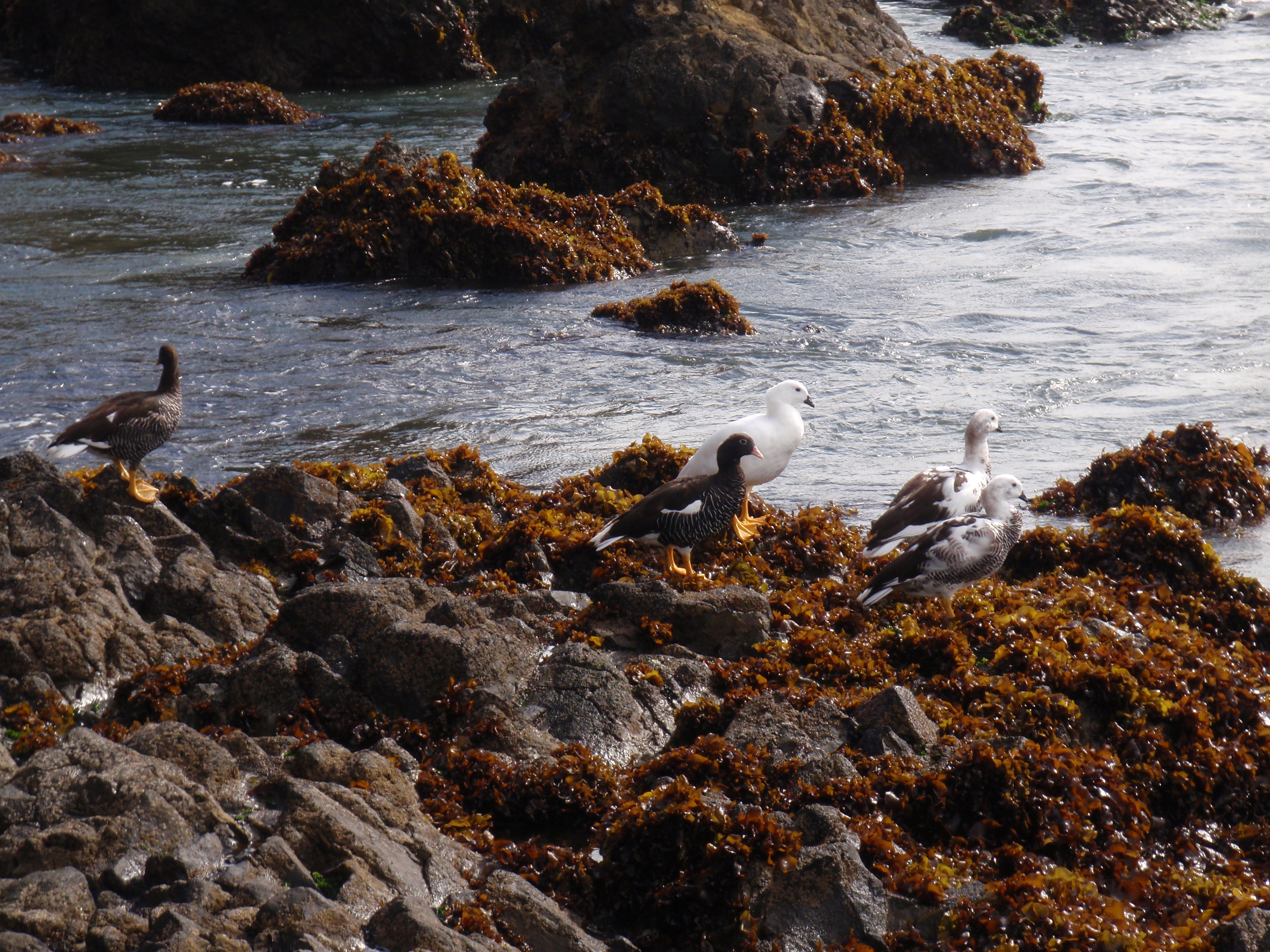
Familj med två juveniler till höger.